# 쓰키다테정 (후쿠시마현)
쓰키다테정(月舘町)은 후쿠시마현 다테군에 있던 정이다. 2006년 1월 1일 쓰키다테정 및 같은 다테군의 다테정, 야나가와정, 호바라정, 료젠정 등 5개 정이 합병하여 다테시가 신설되고 폐지되었다. 시청 본청사는 구 호바라 정사무소 분청사는 구 야나가와정사무소가 되어 구 다테정, 구 료야마정, 구 쓰키다테정의 현재의 정사무소는 시청 지소가 되었다.

## 지리
후쿠시마현의 동북부에 위치한다.

## 역사
- 1889년 4월 1일 - 정촌제 시행에 의해 오테카와촌, 오테촌이 성립하였다.
- 1893년 2월 3일 - 오테촌 오아자 오지마가 분립해 오지마촌이 성립하였다.
- 1928년 1월 1일 - 오테카와촌이 정으로 승격해 쓰키다테정으로 개칭되었다.
- 1955년 3월 1일 - 쓰키다테정과 오테촌이 합병해 쓰키다테정이 되었다.
- 2006년 1월 1일 쓰키다테정 및 같은 다테군의 다테정, 야나가와정, 호바라정, 료젠정 등 5개 정이 합병하여 다테시가 신설되고, 쓰키다테정 등은 폐지되었다.

## 교통

### 도로
- 국도 349호선
- 국도 399호선